# آلیسا فیرسوا
آلیسا فیرسوا (روسی: Алиса Фирсова؛ زادهٔ ۲۴ ژوئیهٔ ۱۹۸۶) آهنگساز، نوازنده پیانو، و رهبر موسیقی زاده روسیه اهل بریتانیا است.
او در مسکو از پدر و مادری آهنگساز و موسیقیدان النا فیرسوا و دیمیتری اسمیرنوف به دنیا آمد و در سال ۱۹۹۱ به بریتانیا نقل مکان کرد.
در سال ۲۰۰۱ او با قطعه پیانوی خود "Les Pavots" برنده مسابقه آهنگساز جوان بی‌بی‌سی شد.
او از مدرسه پرسل به عنوان آهنگساز و پیانیست در سال ۲۰۰۴ و آکادمی سلطنتی موسیقی به عنوان نوازنده پیانو در سال ۲۰۰۹ فارغ التحصیل شد، او همچنین مطالعات رهبری ارکستر خود را با پل بروگ توسعه داد.
در سال ۲۰۰۹ وارد دوره کارشناسی ارشد رهبری در آکادمی سلطنتی موسیقی زیر نظر کالین مترز شد.